# 金泽子卿
金泽子卿（1924年—2013年），日本人，大正十三年（1924年）出生于群馬縣高崎市，在家排行老四，本名小林重夫，字仲厚，号子卿，斋号宝于草堂、玄和盦、小老学斋、秃笔凹砚斋。花甲以后自号野外愚人、西毛逸氏、白丁老人。书法家、篆刻家、汉学家，中国书法家于右任的唯一海外弟子。

## 生平
金澤子卿幼年时期就对书法艺术产生浓厚兴趣，很小的时候就选择了独立生活的道路。昭和十五年（1940年）毕业于公立的东京邮政讲习所并擔任邮政职员，立志鑽研书法。昭和二十二年做官，昭和二十九年（1954年）与金泽英子（华清）结婚，继承金泽家业。昭和四十八年（1973年）辞官。
金泽子卿二十二岁即拜手岛右卿为师学习书法。五十年代中期，金泽先生书作渐露头角，成了日本现当代书家中之佼佼者。1962年经台湾李普同引荐，成为于右任的唯一海外弟子，后精研于右任的书法，并在日本成立“日本标准草书研究会”。
二战后伴随着中央书坛的再兴，相关的各书法展、日展、每日展也日益兴起，昭和四十年（1965年）与其他各个团体脱离，专门倾力与中国各名家友好亲善、通过相互往来、文化交流书法展等专心致志研究书法。在这期间也培养了许多后来者，为群马县书法界的发展以及地方振兴尽了微薄之力。
另外，在社会方面也曾担任过高崎市社会教育委员、公司职员、寺院工作人员。金泽子卿曾五次在台湾、西安、南京及北京举行于右任先生书法展。金泽子卿精研于右任的标准草书，更是仰慕其人品，为弘扬于右任的书法起到了重要的推动作用。